# Niklaas Zegers
Niklaas Zegers, gelatiniseerd Tacitus Nicolaus Zegerus (Brussel of Diest, ca. 1495 - Leuven, 25 augustus 1559) was een Zuid-Nederlands franciscaan en bijbelexegeet. Hij was een van de zeldzame personen van zijn tijd die het Latijn, Grieks en Hebreeuws beheersten, naast andere talen. 

## Leven
Zegers vatte in 1512 studies aan op de Leuvense universiteit. Hij trad in bij de minderbroeders van de stad (1520), waar hij zich onder de invloed van professor Frans Titelmans toelegde op de studie van de Schrift. In 1536 volgde hij Titelmans op in de leerstoel Exegese aan het Studium theologicum. In 1548 verliet Zegers het klooster om zich te achtereenvolgens te vestigen in Mechelen, Tienen, Diest (1553-54), Amsterdam (1555-56) en Brussel (1557). In 1558 keerde hij terug naar Leuven waar hij het volgende jaar overleed.

## Werk
Zegers bestudeerde het Nieuwe Testament en nam de verdediging van de Vulgaat op tegen de protestanten, tegelijk de tekst verbeterend. Onder zijn talloze publicaties is veel Nederlands en Latijns vertaalwerk. Hij publiceerde ook Proverbia Teutonica, een populair boekje met pittige Nederlandse spreekwoorden, vergezeld van Griekse en Latijnse equivalenten. Het verscheen in 1551 en beleefde zes drukken, de laatste in 1571. Franse spreekwoorden behandelde hij in Proverbia Gallicana (1554). Zegers was in 1558 de eerste vertaler van de invloedrijke Latijnse catechismus van Petrus Canisius.

## Publicaties (selectie)
- Christianae vitae speculum (Antwerpen, 1549-50 en Keulen, 1555): vertaling van Den speghel des kersten levens (Thomas van Herentals, 1532)
- Den beucklere des Gheloofs (Leuven, 1551 en Antwerpen, 1581): vertaling van Bouclier de la Foy (Nicole Grenier, 1548)
- Het Sweert des Gheloofs (Antwerpen, 1558): vertaling van L'espée de la Foy (Nicole Grenier, 1557)
- Proverbia Teutonica latinitate donata (Antwerpen, 1551)
- Scholion in omnes Novi Testamenti libros (Keulen, 1553)
- Proverbia Gallicana (Antwerpen, 1554)
- Epanorthotes, sive Castigationes Novi Testamenti (Keulen, 1555)
- Via vitae (Antwerpen, 1556): vertaling van Den wech des levens van Floris van Haarlem
- Dye Collegie der Wysheit ghefundeert in dye universiteit der deughden (Amsterdam, 1556): vertaling van het Collège de Sapience (Pierre Doré, 1539)
- Catechismvs, oft die somme der christelijcker onderwijsinghen (Leuven, 1558): vertaling van Summa Doctrinae Christianae (Petrus Canisius, 1555)
- Inventorium in Testamentum Novum, (Antwerpen, 1558)
- Novum Jesu Christi Testamentum juxta vetorem ecclesiae editionem (Leuven, 1559)